# Rúnarsson
Rúnarsson ist ein isländischer Name.

## Bedeutung
Der Name ist ein Patronym und bedeutet Sohn des Rúnar. Die weibliche Entsprechung ist Rúnarsdóttir (Tochter des Rúnar).

## Namensträger
- Alex Rúnarsson (* 1995), isländischer Fußballtorhüter
- Andri Már Rúnarsson (* 2002), isländischer Handballspieler
- Anton Rúnarsson (* 1988), isländischer Handballspieler
- Hólmar Rúnarsson (* 1982), isländischer Fußballspieler
- Rúnar Rúnarsson (* 1977), isländischer Regisseur und Drehbuchautor
- Sigmundur Ernir Rúnarsson (* 1961), isländischer Journalist, Schriftsteller und Politiker
- Sigtryggur Daði Rúnarsson (* 1996), isländischer Handballspieler
- Þorri Geir Rúnarsson (* 1995), isländischer Fußballspieler
- Unnar Rúnarsson (* 2002), isländischer Eishockeyspieler